# Warkari

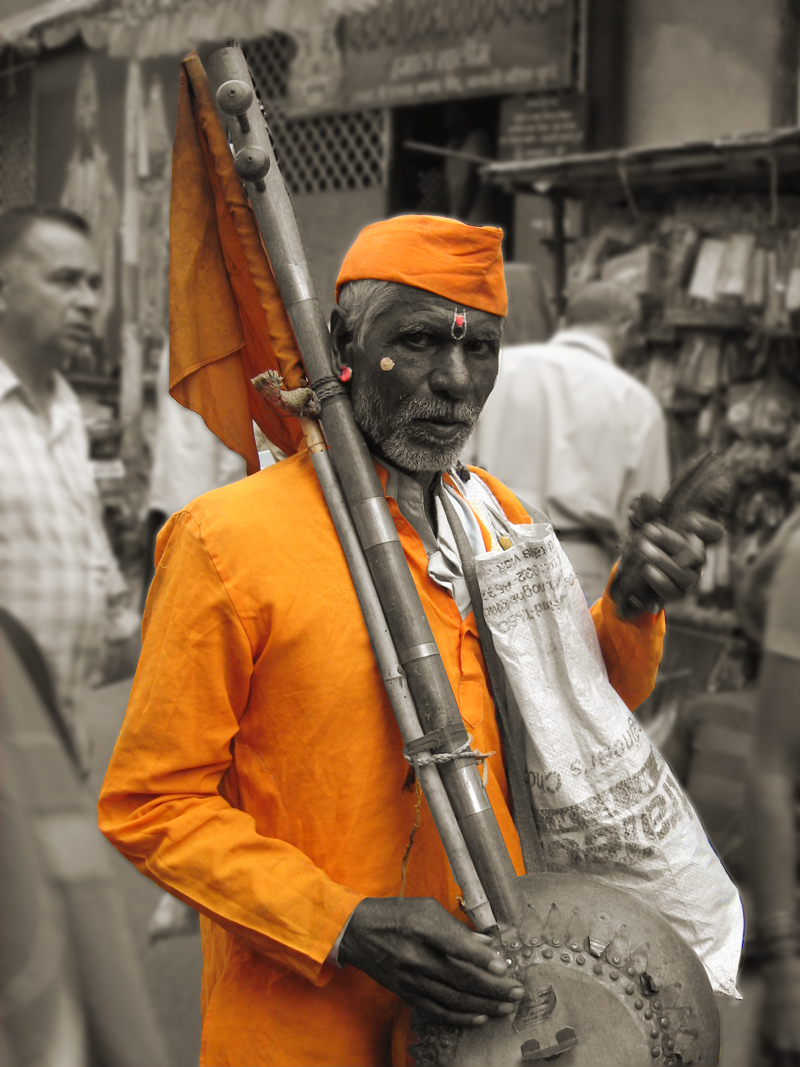
Pielgrzym warkari w drodze do Pandharpuru

Warkari (dewanagari:वारकरी) - ruch religijny (sampradaja) w ramach indyjskiej tradycji bhakti silny w indyjskich stanach Maharashtra i Karnataka. W języku marathi wari (वारी) oznacza pielgrzymka, zaś warkari to dosłownie pielgrzym. Głównym sanktuarium jest Świątynia Withoby w Pandharpur.

## Święci w tradycji warkari
- Dźńaneśwar
- Sopandew, Niwruti,
- Muktabai
- Namdew
- Gora Kumbhar
- Sena Nhavi
- Chokhamela
- Tukaram
- Eknath
- Narahari Sonar
- Sawata Mali
- Kanhopatra